# Neukirchen, Straubing-Bogen
Neukirchen là một đô thị ở huyện Straubing-Bogen bang Bayern, Đức.